# 蔡桂华
蔡桂华（1959年8月20日—），笔名苍生，祖籍江苏海门，出生于上海，美籍华人，中国民主党上海分部的创始人之一，反中共人士。

## 生平
因出生于“桂花飘香的8月”，故名桂华。他是家中长子，有一弟、一妹。父亲是上海市手工业局保卫处处长。曾与王申酉相识。1977年，蔡桂华做为最后一届知识青年上山下乡，在海丰农场劳动。一年后，回上海看病。《大纪元》网站报道描述，当蔡桂华路过人民广场时，受群众政治演讲启发，“自我觉醒了，他一个小小的知青从此走上了一条义无反顾的反共之路。”是1978、79年间，上海民主墙时期活跃人士。民主墙运动之后，蔡桂华户口迁移至崇明岛东风农场。后因父亲关系，成为上海农场局下属的家具店采购员。1985年，顶替母亲职位，成为街道工人。1989年，参加六四学运。同年12月8日，上海市公安局南市分局，因他在5月18日参加市区的”“非法示威游行、静坐”，“在人民广场宣读‘宣言’煽动群众”，决定对他收容劳动教养一年六个月。1991年1月28日，释放。其后结婚生女。
1998年，中国民主党筹备委员会在杭州成立。韩立法、蔡桂华和其他四位朋友在上海成立中国民主党筹备委员会上海分会。同年6月，美国总统比尔·克林顿访华。比尔·克林顿访问上海时，蔡桂华和总统随行的五百名记者的记者团见面。因一系列政治活动，他和五位朋友被称为“上海六君子”。同年10月，上海市公安局因嫖娼决定对他进行收容教育。同一时期，被指控嫖娼的还有韩立法。总部位于香港的中国人权民运信息中心认为这是中国政府捏造的罪名。一年半后释放，仍是上海政府机构关注的异议分子。2000年12月17日，蔡桂华在美国驻上海总领事馆帮助下，持B1/B2旅游签证从上海出境，离开中国，抵达美国洛杉矶。
2008年3月，《北京之春》4月号上，蔡桂华与王丹、杨建利、胡平、郭罗基、陳一諮、吾尔开希、张伟国、刘刚、陈小平、吴仁华、刘念春、傅申奇、易改、魏泉宝、王军涛十六人联名，向中国外交部发出公开信。要求政府依照宪法和法律，以及对国际社会的义务，恢复或者延期他们的中国护照，可以自由进出国境、行使公民权利。2009年，蔡桂华加入美国国籍。
2021年时，蔡桂华定居纽约法拉盛。时值中国共产党建党百年。6月22日，他在推特上传当地华人居民在公园以《没有共产党就没有新中国》为背景音乐、跳广场舞的视频。他视为当地华人居民在歌颂中国共产党、宣扬共产主义，表示反对。《人民日报》等中国官方媒体将视频删减后，用于反向宣传。